# Harras
Harras is een Duits historisch merk van motorfietsen.
De bedrijfsnaam was: Harras Motoren AG, later Paradowski GmbH, Berlin.
Al in 1919, zeer kort na de Eerste Wereldoorlog, begon Harras met de productie van motorfietsen. Men bouwde eigen frames waarin 150- tot 175cc-Hugo Ruppe dubbelzuiger-tweetaktmotoren werden gemonteerd. Die werden echter niet als inbouwmotor ingekocht, maar onder licentie in eigen huis gebouwd. In de eerste helft van de jaren twintig nam de concurrentie enorm toe. Honderden kleine bedrijven begaven zich in Duitsland op de markt van lichte, goedkope motorfietsen. In 1925 gingen meer dan 150 van deze merken ter ziele, maar Harras hield het vol tot in 1926.